# Donté Stallworth
Pour les articles homonymes, voir Stallworth.
(en) Statistiques sur pro-football-reference et pro-football-reference
Donté Lamar Stallworth est un joueur américain de football américain, né le 10 novembre 1980 à Sacramento (Californie), qui évolue au poste de wide receiver (receveur éloigné).

## Biographie

### Carrière universitaire
Il effectua sa carrière universitaire avec les Volunteers du Tennessee.

### Carrière professionnelle
Il a été drafté au 1er tour (13e choix) par les Saints de La Nouvelle-Orléans en 2002.
En 2006, il a évolué avec les Eagles de Philadelphie.
Il a signé un contrat avec les Patriots de la Nouvelle-Angleterre pour la saison 2007 puis en 2008 pour les Browns de Cleveland.
En 2009, il est suspendu par la NFL à la suite d'une condamnation à une peine de prison pour avoir tué un piéton alors qu'il conduisait sous l'influence de l'alcool. Ayant plaidé coupable, il est condamné à 30 jours d'emprisonnement.
Après un passage aux Ravens de Baltimore en 2010, il rejoint en 2011 les Redskins de Washington.